# Penumbra (canción)
«Penumbra» es una canción compuesta e interpretada por el músico argentino Luis Alberto Spinetta, incluida en su álbum solista Fuego gris editado en 1993, a su vez banda de sonido de la película homónima (1994) del director Pablo César.
El tema es ejecutado exclusivamente por Spinetta y se trata de una de las canciones más antiguas compuestas por el músico, cuando aún se encontraba en el colegio secundario. Fue tomada del cuaderno escolar en el que Spinetta anotaba sus canciones en su adolescencia.

## Contexto
Spinetta venía de tres álbumes de estudio sucesivos premiados como los mejores del año (Téster de violencia en 1988, Don Lucero en 1989 y Pelusón of milk en 1991). En 1991 y 1992 Spinetta se apartó relativamente de los músicos de su banda y se refugió en el espacio privado de su familia. A fines de 1990 su esposa Patricia había quedado embarazada de Vera y tanto su embarazo como su nacimiento fue un acontecimiento vivido personalmente por todos los miembros de la familia. En ese contexto Spinetta compuso y grabó en el estudio de su casa (Cintacalma) Pelusón of milk, un título que remite directamente a esa situación y al año siguiente Fuego gris, una obra que también trata de la introspección.
El mundo comenzaba a transitar los primeros años de la década del '90, caracterizada por una mayor valoración social de lo privado -incluyendo el proceso de privatizaciones-, la riqueza y la fama, impulsada por un gran desarrollo de los medios de comunicación.
Argentina vivía los primeros años de lo que se denominó el menemismo, que luego de terminar con largos años de alta inflación con el Plan de Convertibilidad, inauguró un fenómeno conocido como farandulización de la política, en la que aparecían estrechamente vinculados los negocios privados, los políticos y las figuras famosas de la televisión y el deporte.

## El álbum
Las diecisiete canciones del álbum siguen el derrotero de una adolescente sin nombre a la que Spinetta bautizó Milita, que vive en un mundo de violencia y desamparo, donde el diálogo y la comunicación entre las personas no existe. Milita ha sufrido el abuso de su violento padre y la locura de su madre. Al no poder entrar al recital de su héroe roquero Kakón el Griego -kakón en griego significa "mal bello"-, personaje que debía interpretar Spinetta y finalmente no pudo hacerlo, cae por una alcantarilla a las cloacas de la ciudad. Allí se encuentra con un mundo onírico de monstruos y horrores, en el que debe buscar un sentido para su vida, en una suerte de "escape hacia el alma", como se titula la primera canción. El alma es precisamente uno de los conceptos a los que Spinetta más recurre en la poesía del álbum, fortaleciéndola con nociones de las filosofías orientales como el nirvana y lo zen.

## El tema
El tema es el noveno track del álbum solista Fuego gris, banda sonora del "drama-rock" cinematográfico del mismo nombre, dirigido por Pablo César.
"Penumbra" es una de las primeras canciones compuestas por Spinetta. Data de fines de la década de 1960 y fue anotada por el músico en su "cuaderno escolar". El tema está influido por el álbum blanco de Los Beatles, especialmente por "Dear Prudence".
La letra de la canción es un mensaje hacia otra persona, en la que se refiere a un estado de insatisfacción del músico, que define metafóricamente como "penumbra", de lo que no quiere hablar:

Mientras se viaja hacia la sal
no entiendo ya,
si es bien o mal
y tengo frío
en la penumbra
Y tú te acercas
hacia mí
yo ya no entiendo
si es así vivir
y tengo sed
en la penumbra.
Penumbra

Spinetta hace referencia a "Penumbra" en el libro Martropía de Juan Carlos Diez:

El otro día te acordabas de Penumbra. ¿Sabés que esa canción la escribí antes que "Muchacha"? Era una de las que estaban anotadas en el cuaderno escolar. Después, cuando la grabé en Fuego Gris, me di cuenta de que encajaba perfecto. Le agregué el riff de guitarra en la introducción, pero el tema lo dejé tal cual. Fijate que en una parte, por la secuencia de acordes, tiene un aire a "Dear Prudence", de Los Beatles. Era la influencia del álbum blanco, del ’68. Penumbra la compuse en esa época.
Martropía, Luis Alberto Spinetta

## Película
La canción se corresponde con la décima secuencia de la película (minuto 40:30 a 42:48). La protagonista sin nombre -llamada Milita por Spinetta- sale del espacio lleno de relojes y televisores y la recibe un psicólogo que la lleva de la mano hacia su consultorio, inundado de agua. La protagonista se acuesta en el diván y el psicólogo -con su pipa- en un sillón que es un esqueleto humano. 
Al sentarse, el psicólogo comienza a congelarse y pierde un brazo, antes de quedar completamente helado. La protagonista toma la cara congelada del psicólogo por la nariz, arrancándole la cabeza que cae al piso.